# Butovice (Praha)

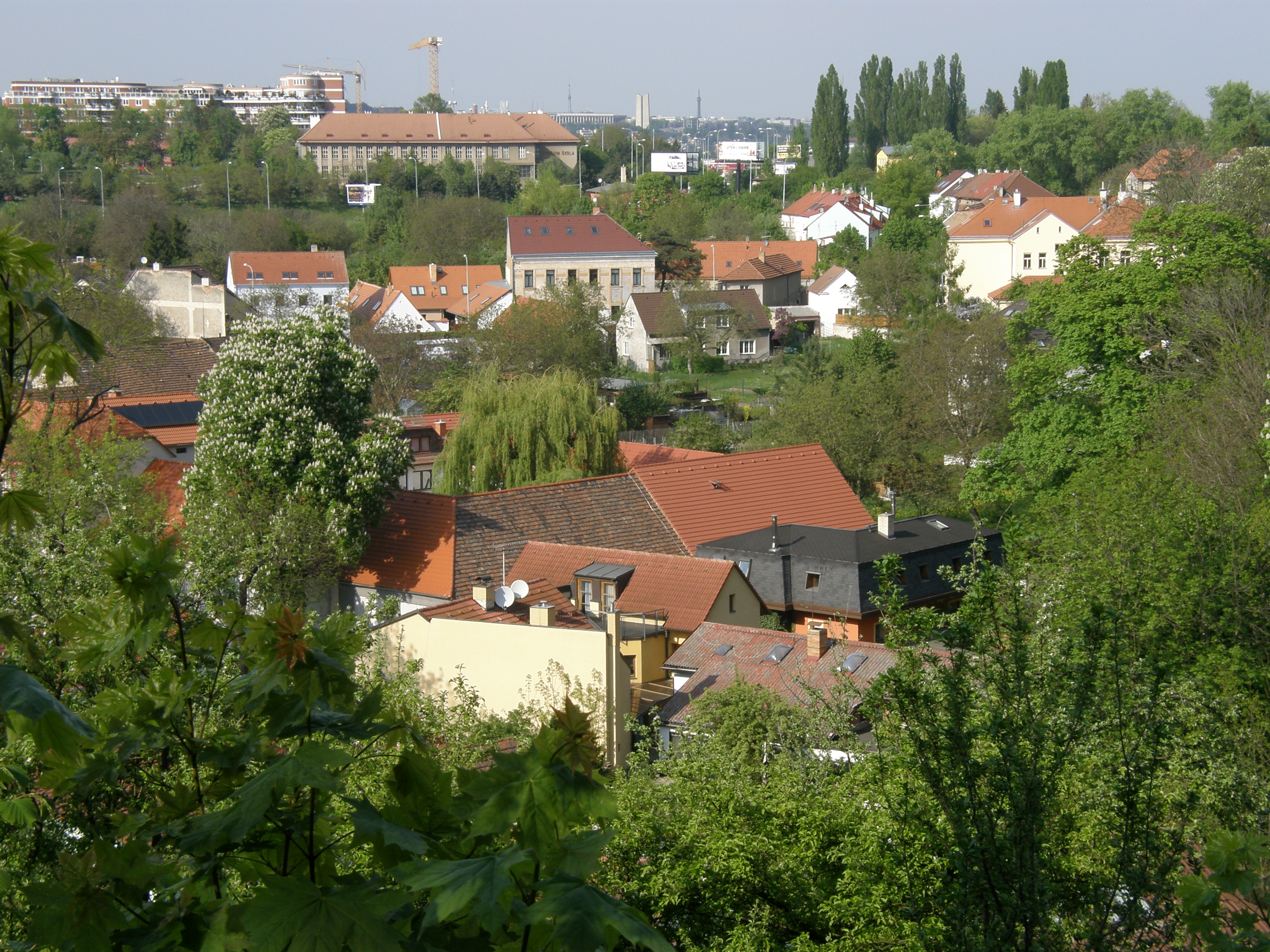
Butovice, v pozadí Jinonice

Butovice (německy Butowitz) byly dříve samostatnou obcí, nyní jsou místní částí pražské čtvrti Jinonice a součástí katastrálního území Jinonice. Nachází se v městské části Praha 5.

## Historie

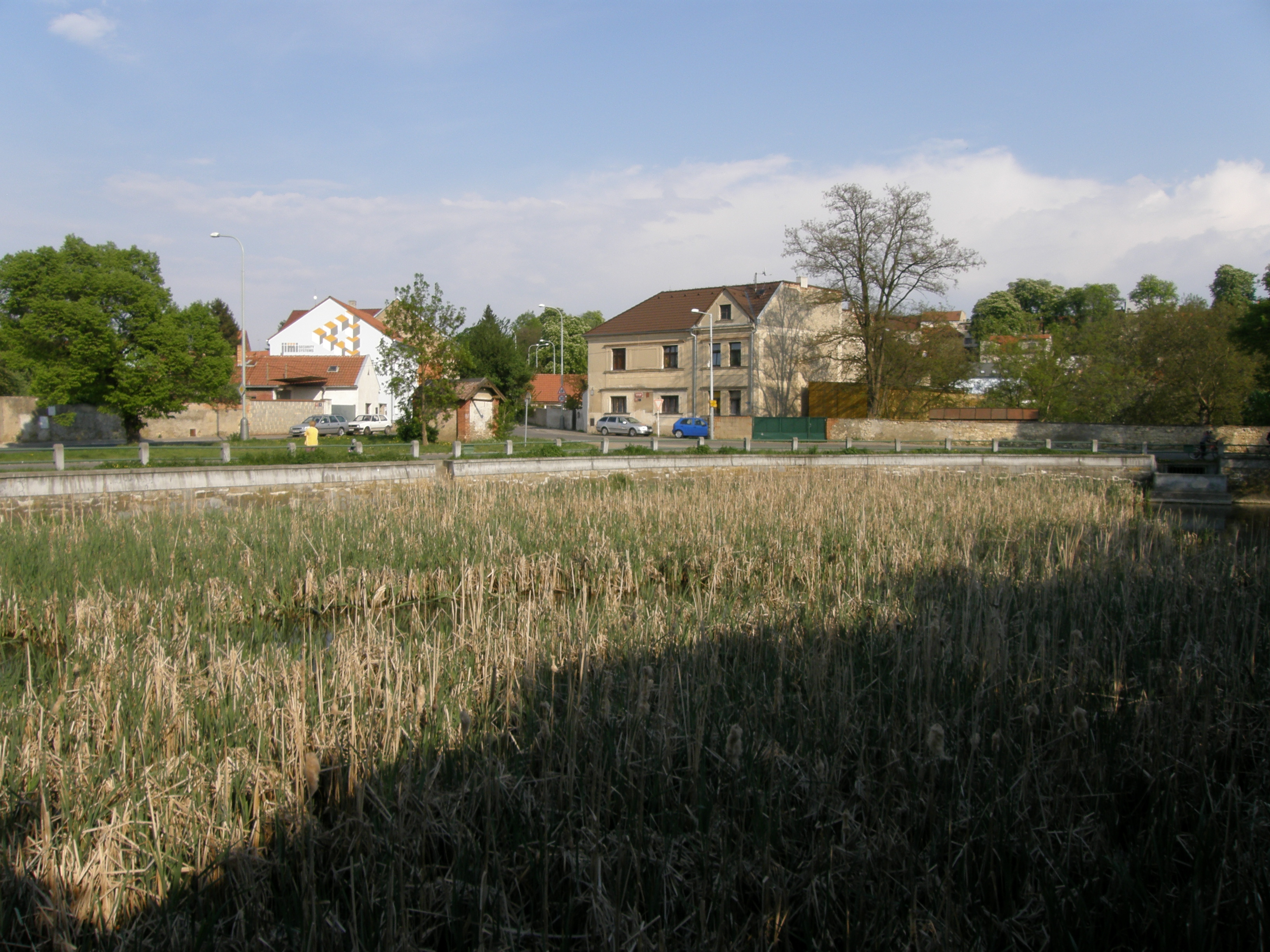
Butovický rybník – bývalá náves

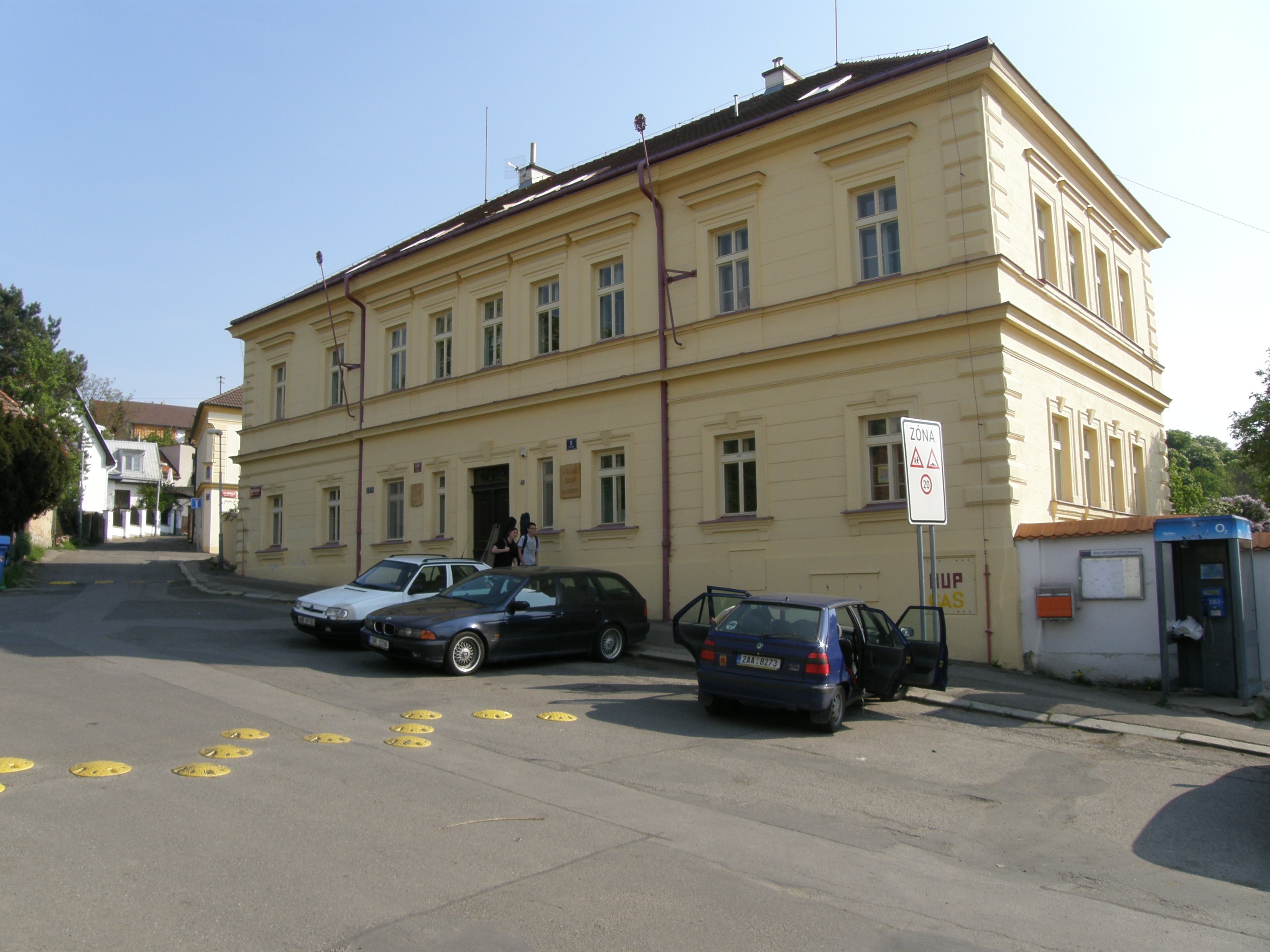
Waldorfská škola

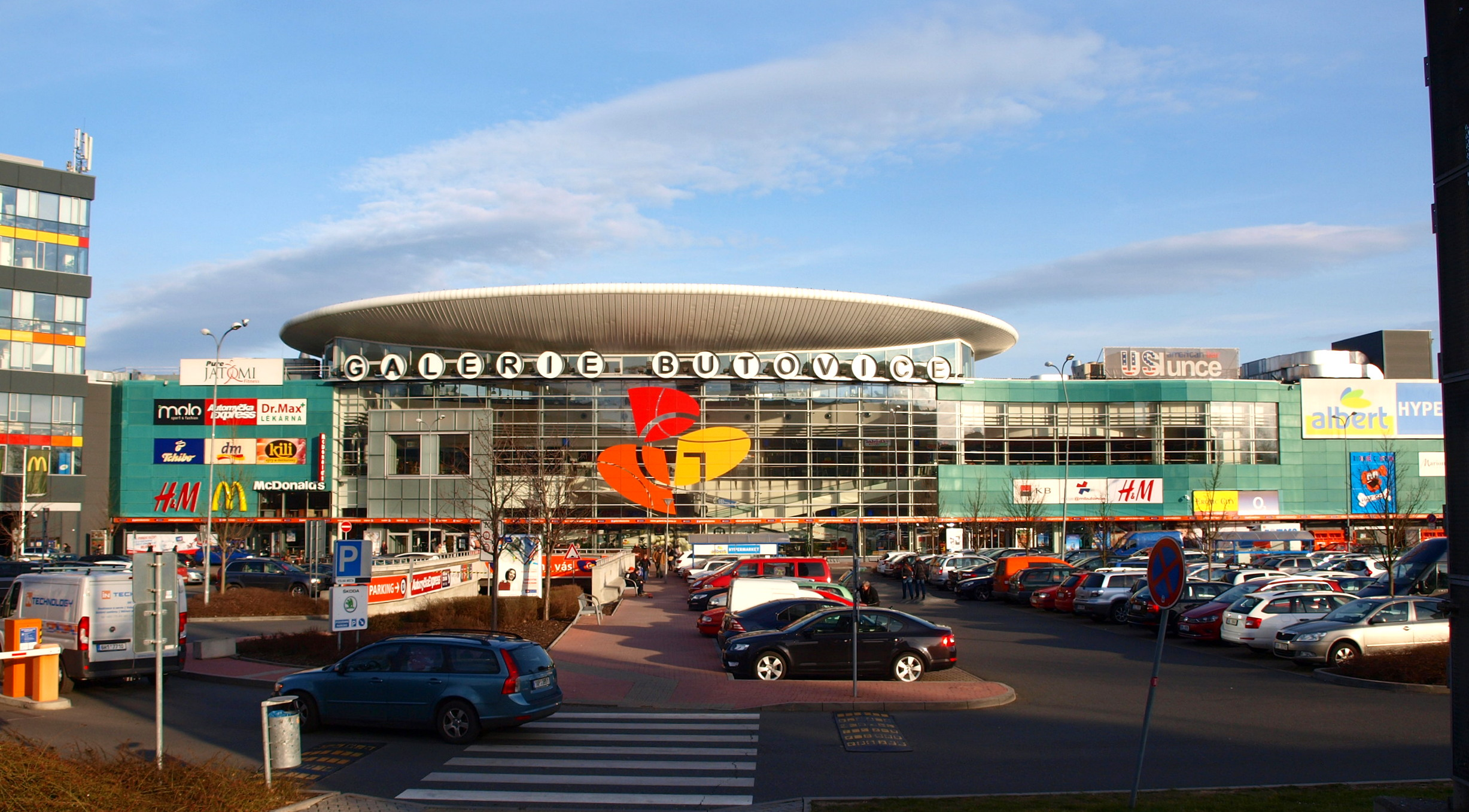
Nákupní centrum Galerie Butovice

Jméno Butovice je odvozeno od osobního jména Buta.
První písemná zmínka o Butovicích pochází ze zakládací listiny vyšehradské kolegiátní kapituly z roku 1088. Vyšehradské kapitule tehdy patřila jedna část obce a druhá část českému panovníkovi (tehdy Vratislavu II.).
Za husitských válek se Butovice dostaly do vlastnictví Starého Města pražského. V průběhu 16. století se majitelé střídali v docela rychlém sledu. Císař Rudolf II. v roce 1592 napomíná Adama z Hradce za nezaplacení 11 000 kop míšeňských grošů za majetek Butovic, který tvořila celá ves s poplužním dvorem, dva další dvory, podání ke kostelu, dvě krčmy, dvůr v Jinonicích, háje, potůčky či pastviny.
V roce 1621 byly Jinonice i Butovice zkonfiskovány Ferdinandem II. Štýrským. Rytíř Albrecht Pfefferkorn z Ottopachu, majitel Jinonic, koupil Butovice za 17 400 kop míšeňských grošů. Po něm se Butovice dostaly do rukou jeho nejstarší dcery - Johany Kateřiny Pfefferkornové z Ottopachu, provdané za rytíře Hynka Jiřího, významného člena Všechlapské linie Žďárských ze Žďáru. Johana Kateřina totiž zabraný majetek znovu vykoupila. Od této šlechtičny je následně koupil s celým panstvím Pavel hrabě Michna z Vacínova. Poté se zde vystřídalo několik dalších majitelů. Během třicetileté války utrpěly Butovice mnoho škod. V roce 1685 koupil zdejší panství kníže ze Schwarzenberga a v majetku tohoto významného a nejbohatšího českého rodu zůstaly až do roku 1920, kdy panství Schwarzenbergové prodali pražské obci. Pod patronací knížete byla v Butovicích zřízena roku 1714 škola, kterou navštěvovaly i děti z Jinonic, Klukovic, Nové Vsi a ze samoty Vysoká. Jakub Beneš, první učitel této školy, v roce 1738 zemřel ve věku 80 let. Ve stejném roce byl jmenován učitelem Josef Čermák, který bydlel i učil v hospodě. Samostatná školní budova byla vystavěna v roce 1739.
V roce 1890 stálo v Butovicích 96 domů. V roce 1922 byly Jinonice připojeny k Praze a společně s Butovicemi měly 257 popisných čísel, které obývalo 2 294 obyvatel, kteří se zaměstnávali jednak polním hospodářstvím nebo chodili na práci do Prahy a okolí.
Historie Butovic je od jejich připojení k Jinonicím v roce 1610 spjata právě s Jinonicemi, kde sídlila správa celého rozsáhlého panství a bylo tam i sídlo faráře, který působil v butovickém kostele sv. Vavřince.

## Památky

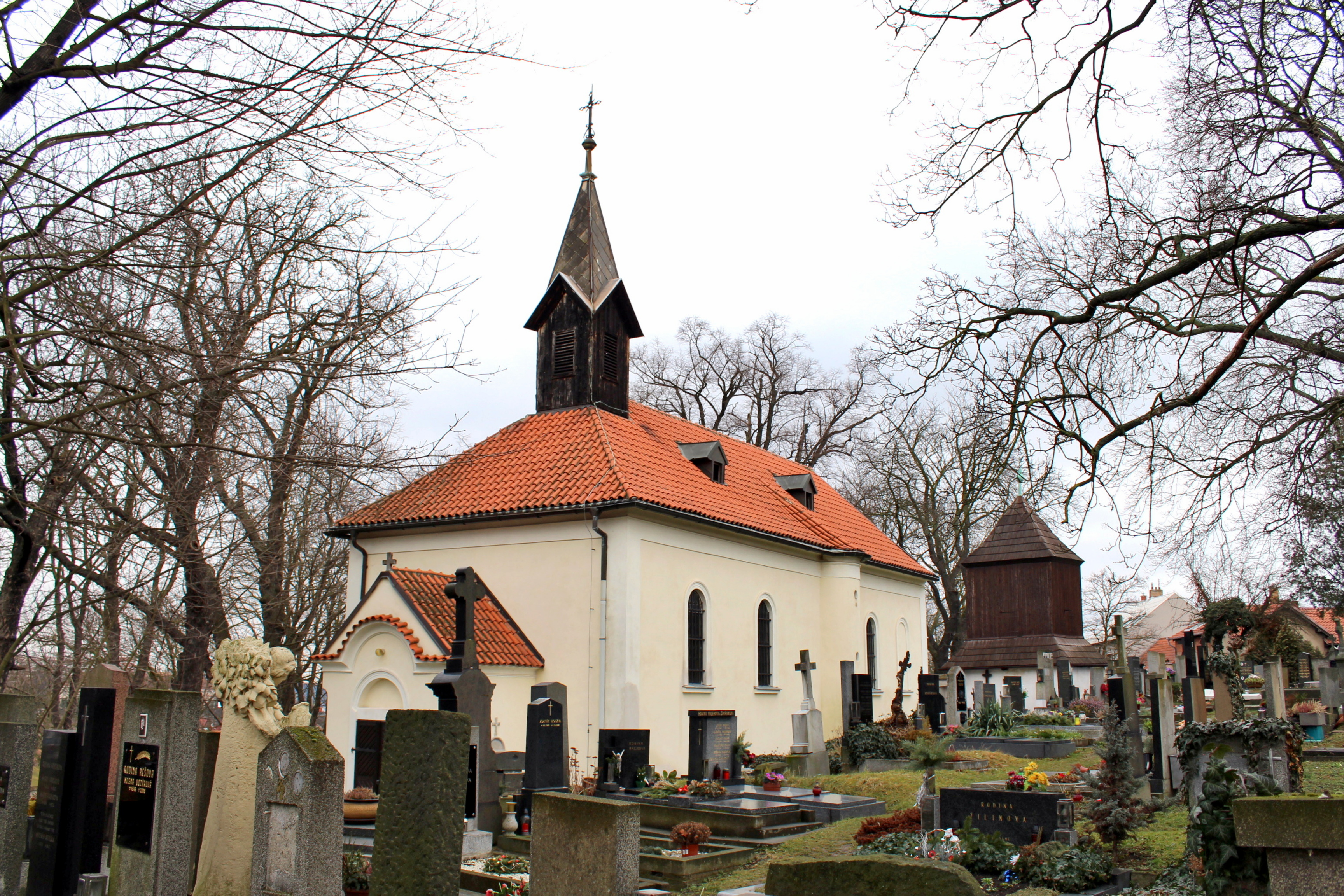
Kostel svatého Vavřince

Nejvýznamnější zdejší památkou je kostel sv. Vavřince, který byl vystavěn v románském slohu na konci 11. století. Prošel několika úpravami, z nichž nejzásadnější byla pseudorománská v roce 1894. V jeho areálu se nachází hřbitov a unikátní polodřevěná zvonice. Poblíž kostela byly nalezeny stopy pravěkého osídlení, které později využili Slované a založili na něm v 9. století hradiště, které mohlo souviset se stavbou kostela. Hradiště zaniklo v 11. století. Toto hradiště je dodnes patrné a přímo k němu vede žlutá turistická značka. Jelikož není zalesněno, otevírá se z jeho akropole pěkný rozhled do Prokopského údolí. Poblíž bývalé návsi, na které je Butovický rybník, nalezneme několik dodnes zachovaných usedlostí. Dnes již zaniklý kostel sv. Prokopa byl vystavěn z vůle Adama knížete Schwarzenberga, odstřelen byl počátkem roku 1966. Na místě jednoho ze zdejších dvorů byla v 16. století postavena tvrz, která později zanikla.

## Doprava
Hranicí mezi Butovicemi a Jinonicemi prochází Radlická ulice, která přerušuje Butovickou ulici, která byla kdysi zdejší hlavní ulicí. Po Radlické ulici jezdí autobus č. 130, 149 a 2 noční linky. Od stanice Jinonice metra to do Butovic trvá asi 15 minut.

## Vzdělání
V Butovicích působí Waldorfská škola, jejímž zřizovatelem jsou RNDr. Zdeněk Škaloud a Ing. Ondřej Velek a která si zakládá na tzv. waldorfské pedagogice. Budovu této školy nechali postavit v roce 1836 Schwarzenbergové jako klasickou základní školu. Samotná Waldorfská škola vznikla v roce 1992, kdy provizorně musela využít prostory v jinonické sokolovně, dnes již díky rekonstrukci působí v budově v Butovické ulici.
Dále v Butovicích působí Hotelová škola Radlická, Střední technická škola hl. m. Prahy a Gymnázium a obchodní akademie pro zrakově postiženou mládež (vše v areálu poblíž Radlické ulice).

## Chráněná území
Butovice leží pod Dívčími Hrady a poblíž Prokopského údolí. Na návsi nalezneme Butovický rybník, který je dnes téměř zarostlý. Butovicemi protéká Jinonický, Prokopský a Dalejský potok. Na území Butovic se nachází Přírodní park Prokopské a Dalejské údolí, PP Opatřilka - Červený lom a PR Prokopské údolí. Tato území jsou geologicky velmi významná, a to především výskytem zkamenělin. Zajímavé jsou i zdejší bývalé lomy. Významná je i zdejší fauna a flora. Nachází se zde řada krasových jevů, neboť Prokopské a Dalejské údolí je nejsevernějším výběžkem Českého krasu. Zajímavostí je také vyhaslá podmořská sopka, na jejímž vrcholu je vyhlídka, zvaná Hemrovy skály. K ní vede naučná stezka, která má množství zastavení právě v nejzajímavějších částech Prokopského a Dalejského údolí. Údolím také vede několik cyklostezek a jsou zde značené cesty KČT.
Nad bývalým Dalejským mlýnem z roku 1558, v jehož okolí se nachází samota, nazývaná Daleje, je Prokopský lom, ve kterém byla v roce 1715 zřízena poustevna (zničena roku 1882). Poblíž ní stál ještě donedávna kostel sv. Prokopa ze 2. poloviny 17. století, který byl zbořen kvůli svému havarijnímu stavu v roce 1975 i přes protesty památkářů.
Bohatým nalezištěm zkamenělin je tzv. Kovářovic mez a Lom Kační. Zajímavé jsou i tzv. Korálové jeskyně, které se nachází nad bývalým klukovickým koupalištěm ve strmých skalních stěnách přírodního amfiteátru.

## Turismus
Obcí prochází žlutá turistická značená trasa 6079 ze Sídliště Barrandov k metru v Jinonicích.

## Fotografie

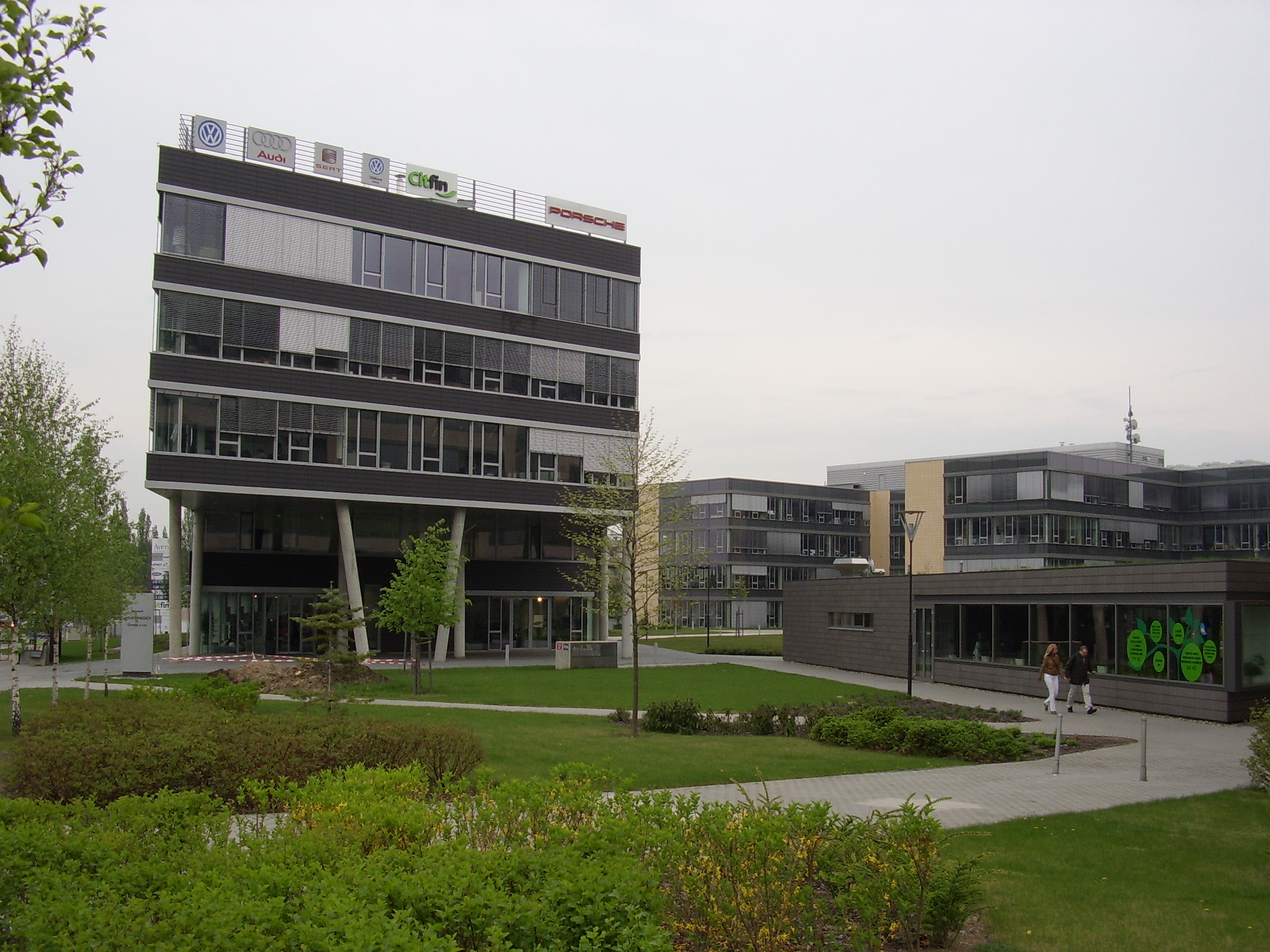
Administrativní budovy v Butovicích
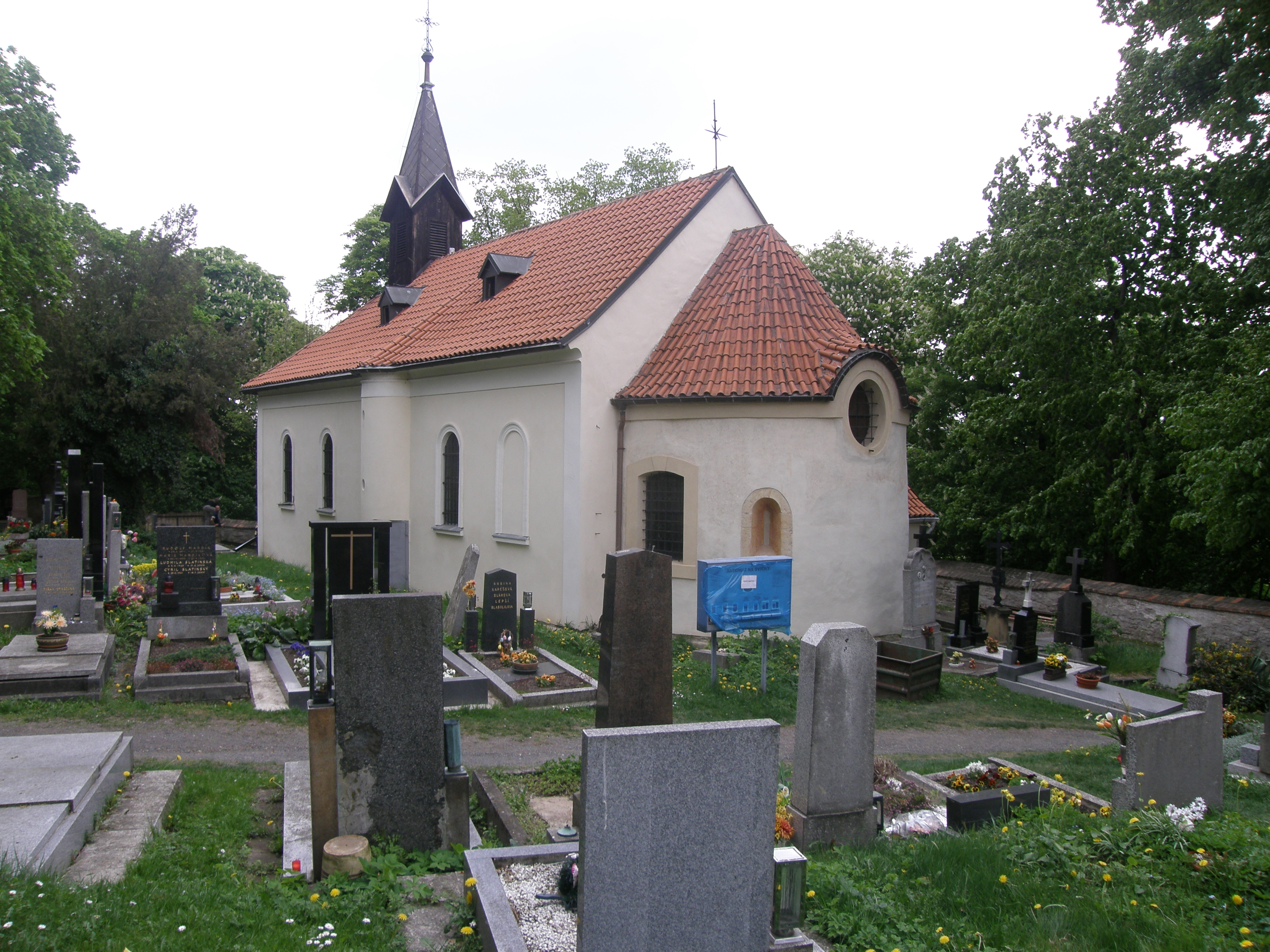
Kostel sv. Vavřince v Butovicích
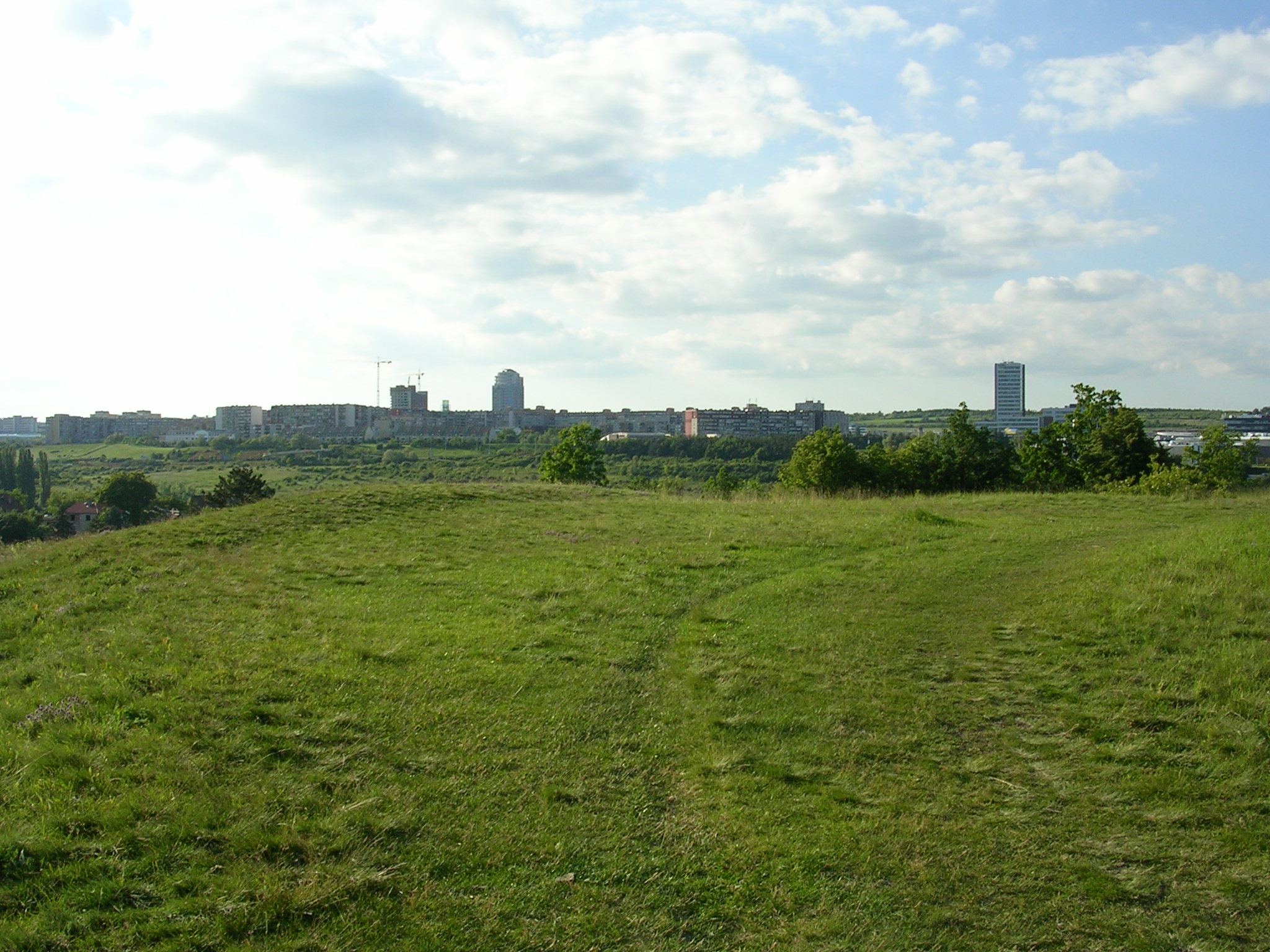
Slovanské Hradiště Butovice z 9. století, zaniklé v 11. století
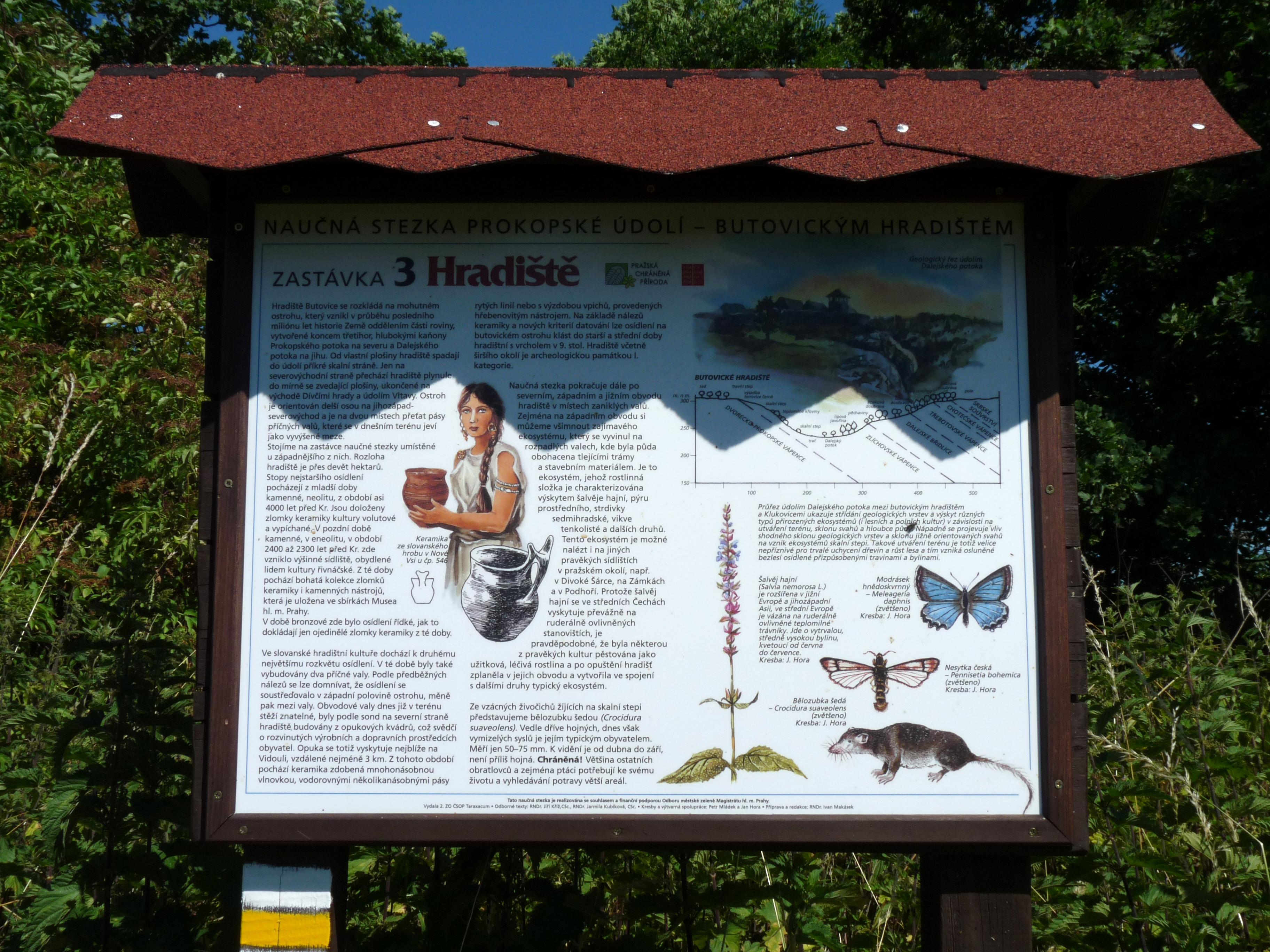
Naučná stezka Butovickým hradištěm
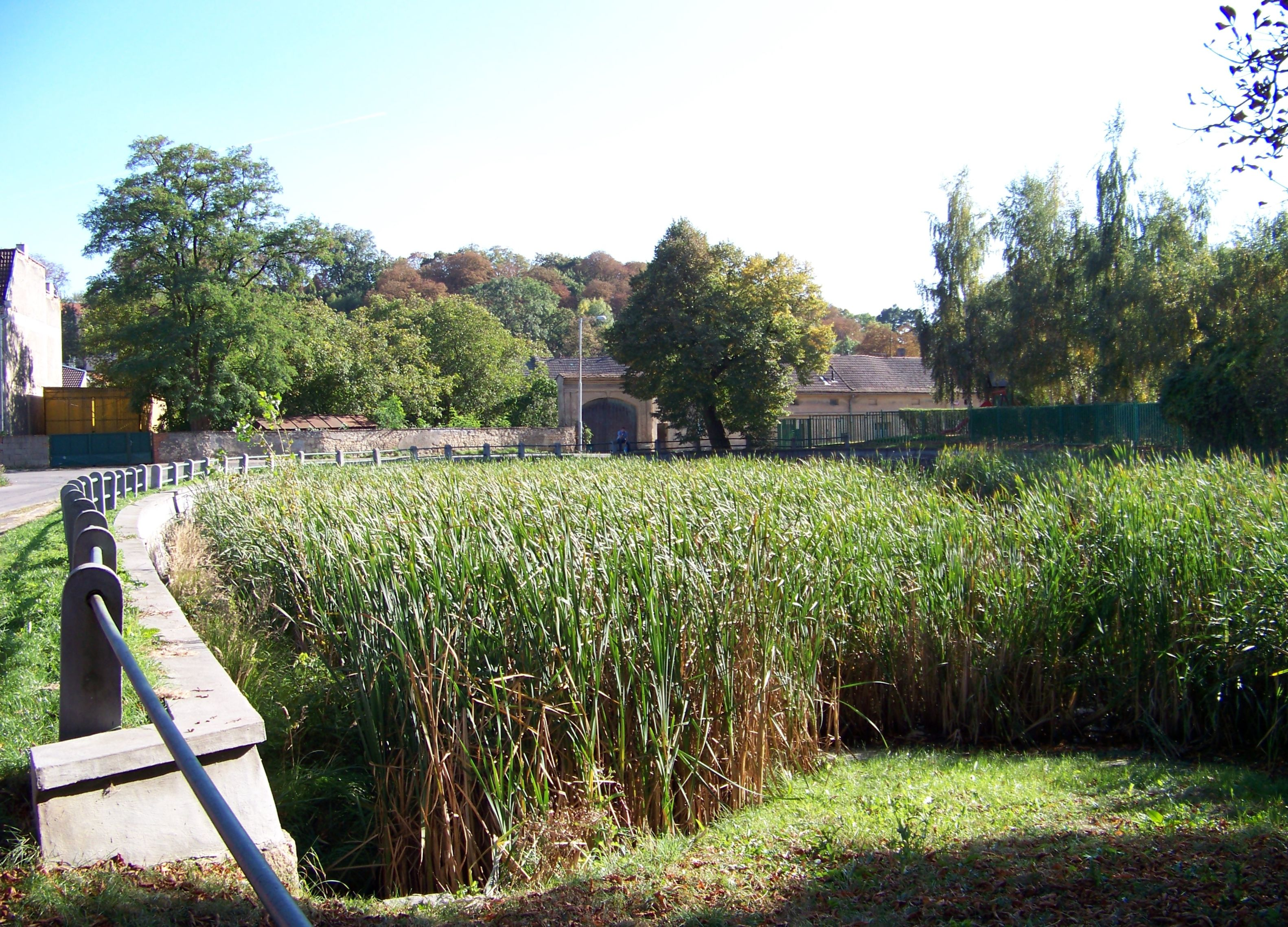
Butovický rybník na bývalé návsi (2011)
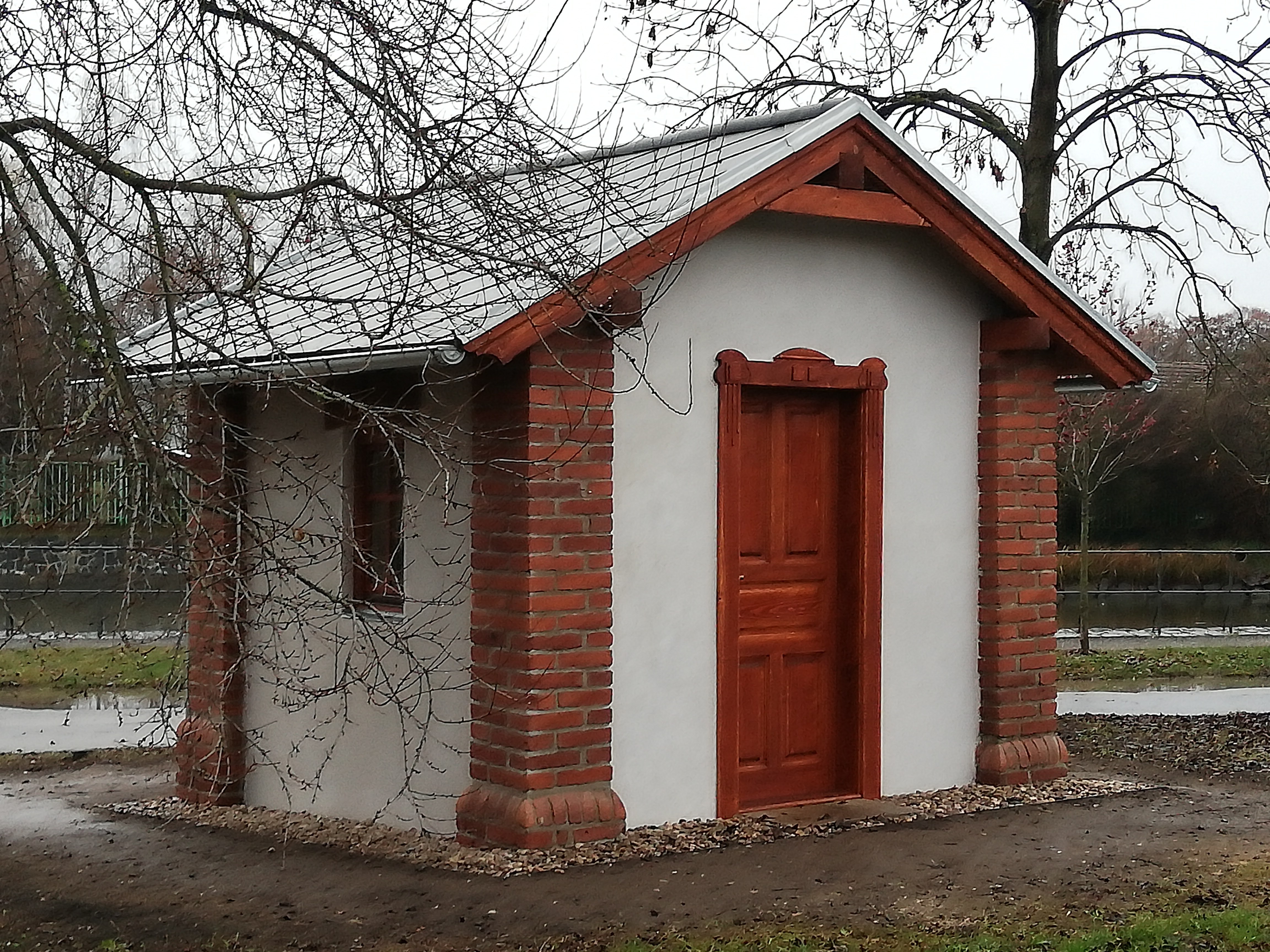
Památkově chráněný vážní domek u Butovického rybníka (2020)